# Unihockey-Weltmeisterschaft 2024/Qualifikation
Die Qualifikation zur 15. Unihockey-Weltmeisterschaft 2024 in Malmö wird in mehreren Turnieren ausgetragen.

## Übersicht
32 Teams registrierten sich für die Teilnahme an den Weltmeisterschaften. Darunter waren 22 Teams aus Europa, acht aus Asien und Ozeanien und zwei aus Nordamerika.
Gastgeber Schweden ist direkt für die Endrunde qualifiziert. Die übrigen 31 Mannschaften spielen in kontinentalen Qualifikationsturnieren um die weiteren 15 Startplätze. Die Plätze wurden wie folgt verteilt:
- Europa: 12 Teilnehmer inkl. Gastgeber
- Asien und Ozeanien: 3 Teilnehmer
- Amerika: 1 Teilnehmer

## Europa
In Europa werden drei Turniere gespielt werden. Zwei mal zwei Gruppen bestehend aus vier Nationen und eine Gruppe mit fünf. Für die Endrunde qualifizieren sich daraus:
- EUR1 & EUR2
  - die jeweils beiden Gruppensieger
  - den jeweiligen Sieger der Play-offs

- EUR3
  - die drei am besten platzierten Teams

Am 4. Januar 2024 wurde die Gruppenaufteilung bekannt gegeben (in Klammern die aktuelle Position in der Weltrangliste).
| EUR1             | EUR1               | EUR2                        | EUR2            | EUR3           |
| Gruppe A         | Gruppe B           | Gruppe C                    | Gruppe D        | Gruppe E       |
| ---------------- | ------------------ | --------------------------- | --------------- | -------------- |
| Finnland (2)     | Lettland (5)       | Norwegen (6)                | Tschechien (3)  | Schweiz (4)    |
| Estland (9)      | Deutschland (7)    | Slowakei (8)                | Polen (11)      | Dänemark (10)  |
| Frankreich (23)  | Island (20)        | Spanien (19)                | Österreich (24) | Slowenien (18) |
| Niederlande (27) | Liechtenstein (29) | Vereinigtes Königreich (31) | Ungarn (26)     | Belgien (30)   |
|                  |                    |                             |                 | Italien (32)   |

### EUR1
Die Spiele der Turniergruppe 1 fanden vom 31. Januar bis zum 3. Februar 2024 in Liepāja in Lettland statt.

#### Gruppe A
| Platz | Land        | Sp | S | U | N | +  | -  | Pkt |
| ----- | ----------- | -- | - | - | - | -- | -- | --- |
| 1.    | Finnland    | 3  | 3 | 0 | 0 | 65 | 2  | 6   |
| 2.    | Estland     | 3  | 2 | 0 | 1 | 32 | 26 | 4   |
| 3.    | Frankreich  | 3  | 1 | 0 | 2 | 12 | 48 | 2   |
| 4.    | Niederlande | 3  | 0 | 0 | 3 | 9  | 42 | 0   |

Partien
| 31. Januar 2024 9:00 Uhr |  | Niederlande Jimmie Peeters | 1:20 (1:8, 0:5, 0:7) Spielbericht | Finnland Markus Salmi (4), Luukas Hyvärinen (2), Samuli Junnila (2), Justus Kainulainen (2), Joona Rantala (2), Konsta Tykkyläinen (2), Eemeli Akola, Nico Jonaeson, Rasmus Kainulainen, Joonatan Kovanen, Mikko Laakso, Waltteri Vesterinen | Liepāja, Olympic Centre Zuschauer: 223 |

| 31. Januar 2024 12:00 Uhr |  | Frankreich Thibault Chedecal, Claudio Henry | 2:19 (0:3, 0:9, 2:7) Spielbericht | Estland Artur Okruzko (4), Alexander Dahlberg (3), Ken Pahn (3), Rome-Andro Moora (2), Rasmus Randoja (2), Egert Unga (2), Tanel Kasenurm, Patrik Markus, Morten Talviste | Liepāja, Olympic Centre Zuschauer: 279 |

| 1. Februar 2024 9:00 Uhr |  | Frankreich Thomas Basset (3), Luca Bacciarini, Pascal Dubail, Tim Matencio, Leo Vallar, Paul Vallar, Tobias Weber, Youri Weber | 10:5 (4:4, 2:1, 4:0) Spielbericht | Niederlande Jeroen Bart, Mikko Niiva, Jimmie Peeters, Aron Piekema, Axel Vallentgoed | Liepāja, Olympic Centre Zuschauer: 213 |

| 1. Februar 2024 15:00 Uhr |  | Estland Egert Unga | 1:21 (0:5, 1:8, 0:8) Spielbericht | Finnland Juuso Ahola (3), Oskari Heikkilä (3), Justus Kainulainen (3), Nico Jonaeson (2), Waltteri Vesterinen (2), Eemeli Akola, Jasper Auvinen, Joonatan Kovanen, Mikko Laakso, Joona Rantala, Nico Salo, Konsta Tykkyläinen, Eigentor | Liepāja, Olympic Centre Zuschauer: 308 |

| 2. Februar 2024 9:00 Uhr |  | Estland Mathias Einamann (2), Tanel Kasenurm (2), Patrik Markus (2), Egert Unga (2), Ken Pahn, Stenver Savi, Adam Widercrantz, Eigentor | 12:3 (6:0, 5:0, 3:1) Spielbericht | Niederlande Aron Piekema, Axel Vallentgoed, Tobias van ’t Hoff | Liepāja, Olympic Centre Zuschauer: 217 |

| 2. Februar 2024 15:00 Uhr |  | Finnland Oskari Heikkilä (3), Jasper Auvinen (2), Luukas Hyvärinen (2), Samuli Junnila (2), Rasmus Kainulainen (2), Joonatan Lindholm (2), Joona Rantala (2), Konsta Tykkyläinen (2), Waltteri Vesterinen (2), Justus Kainulainen, Joonatan Kovanen, Jani Rauhala, Markus Salmi, Eigentor | 24:0 (9:0, 6:0, 9:0) Spielbericht | Frankreich | Liepāja, Olympic Centre Zuschauer: 296 |

#### Gruppe B
| Platz | Land          | Sp | S | U | N | +  | -  | Pkt |
| ----- | ------------- | -- | - | - | - | -- | -- | --- |
| 1.    | Lettland      | 3  | 3 | 0 | 0 | 60 | 5  | 6   |
| 2.    | Deutschland   | 3  | 2 | 0 | 1 | 36 | 12 | 4   |
| 3.    | Island        | 3  | 1 | 0 | 2 | 9  | 43 | 2   |
| 4.    | Liechtenstein | 3  | 0 | 0 | 3 | 10 | 55 | 0   |

Partien
| 31. Januar 2024 15:00 Uhr |  | Deutschland Michel Wöcke (6), Iven Teßmann (2), Florian Weißkirchen (2), Mark-Oliver Bothe, Svenson Hoppe, Adam Lundgren, Ferdinand Ondruschka, Eigentore (2) | 16:1 (3:0, 6:0, 7:1) Spielbericht | Island Andreas Stefansson | Liepāja, Olympic Centre Zuschauer: 256 |

| 31. Januar 2024 18:00 Uhr |  | Liechtenstein Remo Tischhauser (3) | 3:29 (0:8, 2:11, 1:10) Spielbericht | Lettland Rolands Kovaļevskis (5), Toms Bitmanis (4), Jēkabs Keišs (4), Daniels Jānis Anis (2), Matīss Celms (2), Gustavs Griezītis (2), Artis Raitums (2), Toms Akmeņlauks, Ralfs Matīss Balodis, Juris Sandis Jēgers, Morics Krūmiņš, Jorens Malkavs, Ralfs Polis, Jānis Ragovskis, Rūdolfs Vilmanis | Liepāja, Olympic Centre Zuschauer: 722 |

| 1. Februar 2024 12:00 Uhr |  | Island Andreas Stefansson (3), Alexander Rönnlund (2), Oliver Kimland, Kristofer Rönnlund | 7:6 (1:2, 3:2, 3:2) Spielbericht | Liechtenstein Remo Tischhauser (3), Corsin Derungs, Mathias Inhelder, Andreas Tischhauser | Liepāja, Olympic Centre Zuschauer: 165 |

| 1. Februar 2024 18:00 Uhr |  | Lettland Krišjānis Tiltiņš (3), Daniels Jānis Anis (2), Ralfs Matīss Balodis, Toms Bitmanis, Jēkabs Keišs, Rolands Kovaļevskis, Jānis Ragovskis | 10:1 (3:0, 4:1, 3:0) Spielbericht | Deutschland Flemming Kühl | Liepāja, Olympic Centre Zuschauer: 1.523 |

| 2. Februar 2024 12:00 Uhr |  | Deutschland Mark-Oliver Bothe (3), Michel Wöcke (3), Svenson Hoppe (2), Flemming Kühl (2), Tino von Pritzbuer (2), Jan Berbig, Leo Häfner, Jonathan Heins, Nils Hofferbert, Adam Lundgren, Ferdinand Ondruschka, Iven Teßmann | 19:1 (2:1, 10:0, 7:0) Spielbericht | Liechtenstein Andreas Tischhauser | Liepāja, Olympic Centre Zuschauer: 201 |

| 2. Februar 2024 18:00 Uhr |  | Island Elvar Christensen | 1:21 (0:9, 0:5, 1:7) Spielbericht | Lettland Toms Bitmanis (5), Ralfs Polis (4), Krišjānis Tiltiņš (3), Gustavs Griezītis (2), Rolands Kovaļevskis (2), Jānis Ragovskis (2), Jorens Malkavs, Artis Raitums, Pēteris Trekše | Liepāja, Olympic Centre Zuschauer: 807 |

#### Platzierungsrunde
Spiel um Platz 7
| 3. Februar 2024 9:00 Uhr |  | Liechtenstein Simon Felder, Remo Tischhauser | 2:6 (0:1, 1:0, 1:5) Spielbericht | Niederlande Jasper Sangen (2), Esper Eglin, Stijn Hofstee, Jimmie Peeters, Axel Vallentgoed | Liepāja, Olympic Centre Zuschauer: 203 |

Play-offs
| 3. Februar 2024 12:00 Uhr |  | Estland Tanel Kasenurm (5), Artur Okruzko (2), Stenver Savi (2), Alexander Dahlberg, Mathias Einamann, Ken Pahn, Egert Unga, Adam Widercrantz | 14:2 (5:0, 2:0, 7:2) Spielbericht | Island Andy Victor Nilsson, Andreas Stefansson | Liepāja, Olympic Centre Zuschauer: 295 |

| 3. Februar 2024 15:00 Uhr |  | Deutschland Nils Hofferbert (2), Adam Lundgren (2), Tino von Pritzbuer (2), Jan Berbig, Mark-Oliver Bothe, Leo Häfner, Vincent Jordan, Flemming Kühl, Florian Weißkirchen | 12:0 (4:0, 5:0, 3:0) Spielbericht | Frankreich | Liepāja, Olympic Centre Zuschauer: 360 |

Spiel um Platz 1
| 3. Februar 2024 18:00 Uhr |  | Finnland Markus Salmi (3), Oskari Heikkilä (2), Eemeli Akola, Justus Kainulainen, Rasmus Kainulainen, Joona Rantala, Eigentore (2) | 11:3 (1:0, 6:2, 4:1) Spielbericht | Lettland Ralfs Matīss Balodis, Jānis Ragovskis, Pēteris Trekše | Liepāja, Olympic Centre Zuschauer: 2.011 |

#### Rangliste
| Platz | Mannschaft    |
| ----- | ------------- |
| 1.    | Finnland      |
| 2.    | Lettland      |
| 3.    | Estland       |
| 3.    | Deutschland   |
| 5.    | Island        |
| 5.    | Frankreich    |
| 7.    | Niederlande   |
| 8.    | Liechtenstein |

### EUR2
Die Spiele der Turniergruppe 2 fanden vom 1. bis zum 4. Februar 2024 in Łochów in Polen statt.

#### Gruppe C
| Platz | Land                   | Sp | S | U | N | +  | -  | Pkt |
| ----- | ---------------------- | -- | - | - | - | -- | -- | --- |
| 1.    | Slowakei               | 3  | 2 | 1 | 0 | 47 | 13 | 5   |
| 2.    | Norwegen               | 3  | 2 | 1 | 0 | 41 | 13 | 5   |
| 3.    | Spanien                | 3  | 1 | 0 | 2 | 11 | 36 | 2   |
| 4.    | Vereinigtes Königreich | 3  | 0 | 0 | 3 | 14 | 51 | 0   |

Partien
| 1. Februar 2024 10:00 Uhr |  | Vereinigtes Königreich Connor Swales (2), Esben Tipple (2), Oliver Blixt, Andrew Field, Tom Jeffrey, William McGillivray | 8:19 (2:5, 1:8, 5:6) Spielbericht | Slowakei Peter Nehila (4), Šimon Batkovič (3), Michal Dudovič (3), Tomáš Kvasnica (3), Richard Cvacho, Ronald Gasparik, Michal Korcek, Ladislav Mirt, Lukáš Ujhelyi, Martin Vrábel | Łochów, Łochów Arena Zuschauer: 453 |

| 1. Februar 2024 13:00 Uhr |  | Spanien Charlie Jonsson, Vincent Gomez, Javier Isidoro Gil, Antonio Sáez Aparicio, Alejandro Soriano Ruiz | 5:10 (2:4, 2:5, 1:1) Spielbericht | Norwegen Philip Laasonen (3), Ole Mossin Olesen (2), Joakim Terjesen (2), Patrick Stenersrød Bye, Andreas Grønli, Marius Pedersen | Łochów, Łochów Arena Zuschauer: 274 |

| 2. Februar 2024 10:00 Uhr |  | Spanien Vincent Gomez (2), Charlie Jonsson, Héctor Mondéjar Martínez, Duncan Quinlan Gallego, Anton Sjolund Jurado | 6:3 (2:2, 1:0, 3:1) Spielbericht | Vereinigtes Königreich Leon Gustafsson, Tom Jeffrey, Esben Tipple | Łochów, Łochów Arena Zuschauer: 299 |

| 2. Februar 2024 16:00 Uhr |  | Norwegen Christoffer Gjødalstuen (2), Joakim Terjesen (2), Marius Pedersen | 5:5 (4:0, 0:3, 1:2) Spielbericht | Slowakei Tomáš Kvasnica (2), Šimon Batkovič, Ladislav Mirt, Peter Nehila | Łochów, Łochów Arena Zuschauer: 265 |

| 3. Februar 2024 9:00 Uhr |  | Norwegen Ole Mossin Olesen (5), Christoffer Gjødalstuen (3), Philip Kämpe (3), Joakim Terjesen (3), Sander Fauskanger (2), Patrick Hjemgård (2), Philip Laasonen (2), Jørgen Nordahl (2), Andreas Grønli, Ludvik Hansen, Martin Kvisvik, Erlend Søfting Vestby | 26:3 (13:0, 9:2, 4:1) Spielbericht | Vereinigtes Königreich Jacob Carleson, Lewis Hubbard, Eigentor | Łochów, Łochów Arena Zuschauer: 299 |

| 3. Februar 2024 12:00 Uhr |  | Slowakei Michal Dudovič (5), Matus Gajdos (3), Lukáš Nôta (3), Šimon Batkovič (2), Ronald Gasparik (2), Tomáš Kvasnica (2), Peter Nehila (2), Teodor Beriac, Marcel Jakubec, Michal Miške, Lukáš Ujhelyi | 23:0 (11:0, 8:0, 4:0) Spielbericht | Spanien | Łochów, Łochów Arena Zuschauer: 299 |

#### Gruppe D
| Platz | Land       | Sp | S | U | N | +  | -  | Pkt |
| ----- | ---------- | -- | - | - | - | -- | -- | --- |
| 1.    | Tschechien | 3  | 3 | 0 | 0 | 51 | 3  | 6   |
| 2.    | Polen      | 3  | 1 | 1 | 1 | 8  | 21 | 3   |
| 3.    | Ungarn     | 3  | 1 | 0 | 2 | 7  | 22 | 2   |
| 4.    | Österreich | 3  | 0 | 1 | 2 | 12 | 32 | 1   |

Partien
| 1. Februar 2024 16:00 Uhr |  | Tschechien Filip Langer (3), Matěj Pěnička (3), Patrik Šebek (3), Tomáš Hanák (2), Matěj Havlas (2), Martin Gattnar, Matěj Jendrišák, Jonáš Kreysa | 16:1 (6:1, 5:0, 5:0) Spielbericht | Ungarn Dániel Csík | Łochów, Łochów Arena Zuschauer: 299 |

| 1. Februar 2024 19:00 Uhr |  | Österreich Niklas Nussbaumer (2), William Schlugi (2), Christoph Platzer, Laurin Zehetner | 6:6 (1:2, 4:3, 1:1) Spielbericht | Polen Lucas Dahlström (3), Kacper Skura (2), Emil Karkulowski | Łochów, Łochów Arena Zuschauer: 520 |

| 2. Februar 2024 13:00 Uhr |  | Tschechien Matěj Pěnička (4), Matěj Havlas (3), Petr Majer (3), Jiří Besta (2), Filip Langer (2), Martin Gattnar, Jonáš Kreysa, Lukáš Punčochář, Patrik Šebek, Matyáš Šindler, Filip Zakonov | 20:2 (6:0, 7:1, 7:1) Spielbericht | Österreich Niklas Nussbaumer, Christoph Platzer | Łochów, Łochów Arena Zuschauer: 299 |

| 2. Februar 2024 19:00 Uhr |  | Ungarn | 0:2 (0:1, 0:0, 0:1) Spielbericht | Polen Emil Karkulowski, Daniel Surdyn | Łochów, Łochów Arena Zuschauer: 700 |

| 3. Februar 2024 15:00 Uhr |  | Ungarn Dávid Pirik (2), Juvenál Dikácz, János Kiss, Bendegúz Pozsony, Tamás Rési | 6:4 (1:0, 0:2, 5:2) Spielbericht | Österreich William Schlugi (2), Niklas Nussbaumer, Laurin Zehetner | Łochów, Łochów Arena Zuschauer: 355 |

| 3. Februar 2024 18:00 Uhr |  | Polen | 0:15 (0:6, 0:4, 0:5) Spielbericht | Tschechien Filip Langer (3), Martin Gattnar (2), Milan Meliš (2), Filip Zakonov (2), Filip Forman, Tomáš Hanák, Matěj Havlas, Jonáš Kreysa, Petr Majer, Matěj Pěnička | Łochów, Łochów Arena Zuschauer: 682 |

#### Platzierungsrunde
Spiel um Platz 7
| 4. Februar 2024 9:00 Uhr |  | Österreich Elias Bürge (2), Niklas Nussbaumer (2), Laurin Zehetner (2), Niklas Felsberger, William Schlugi | 8:4 (1:3, 4:1, 3:0) Spielbericht | Vereinigtes Königreich Connor Swales (2), Tom Jeffrey, Mark Jones | Łochów, Łochów Arena Zuschauer: 199 |

Play-offs
| 4. Februar 2024 12:00 Uhr |  | Norwegen Christoffer Gjødalstuen (3), Sander Fauskanger (2), Patrick Hjemgård (2), Jørgen Nordahl (2), Joakim Terjesen (2), Fredrik Frafjord, Andreas Grønli, Philip Laasonen, Ole Mossin Olesen, Marius Pedersen | 16:3 (6:0, 5:1, 5:2) Spielbericht | Ungarn Milán Ádám, Dániel Csík, Balázs Trombitás | Łochów, Łochów Arena Zuschauer: 218 |

| 4. Februar 2024 15:00 Uhr |  | Polen Lucas Dahlström (2), Kacper Skura (2), Kacper Szałański (2), Łukasz Chlebda, Jakub Prochazka, Daniel Widurski | 9:6 (2:2, 4:1, 3:3) Spielbericht | Spanien Daniel Gonzalez Palm (3), Duncan Quinlan Gallego (2), Vincent Gomez | Łochów, Łochów Arena Zuschauer: 700 |

Spiel um Platz 1
| 4. Februar 2024 18:00 Uhr |  | Slowakei Michal Dudovič | 1:10 (0:6, 1:2, 0:2) Spielbericht | Tschechien Matěj Jendrišák (3), Matěj Havlas (2), Filip Langer (2), Martin Gattnar, Milan Meliš | Łochów, Łochów Arena Zuschauer: 583 |

#### Rangliste
| Platz | Mannschaft             |
| ----- | ---------------------- |
| 1.    | Tschechien             |
| 2.    | Slowakei               |
| 3.    | Norwegen               |
| 3.    | Polen                  |
| 5.    | Spanien                |
| 5.    | Ungarn                 |
| 7.    | Österreich             |
| 8.    | Vereinigtes Königreich |

### EUR3
Die Spiele der Turniergruppe 3 fanden vom 31. Januar bis zum 4. Februar 2024 in Škofja Loka in Slowenien statt.

#### Gruppe E
| Platz | Land      | Sp | S | U | N | +  | -  | Pkt |
| ----- | --------- | -- | - | - | - | -- | -- | --- |
| 1.    | Schweiz   | 4  | 4 | 0 | 0 | 53 | 8  | 8   |
| 2.    | Slowenien | 4  | 2 | 1 | 1 | 22 | 23 | 5   |
| 3.    | Dänemark  | 4  | 2 | 0 | 2 | 20 | 19 | 4   |
| 4.    | Italien   | 4  | 1 | 0 | 3 | 13 | 34 | 2   |
| 5.    | Belgien   | 4  | 0 | 1 | 3 | 11 | 34 | 1   |

Partien
| 31. Januar 2024 17:00 Uhr |  | Schweiz Marco Louis (3), Yannic Fitzi (2), Manuel Maurer (2), Paolo Riedi (2), Jan Bürki, Levin Conrad, Nils Conrad, Dylan Hasenböhler, Pascal Schmuki, Noël Seiler, Jan Zaugg | 16:2 (5:0, 8:1, 3:1) Spielbericht | Italien Aron Roselli, Andrea Vitali | Škofja Loka, Poden Arena Zuschauer: 68 |

| 31. Januar 2024 20:00 Uhr |  | Dänemark Pontus Henriksen, Kalle Tamminen | 2:3 (0:1, 1:1, 1:1) Spielbericht | Slowenien Luka Peklaj, Nejc Peklaj, Gasper Triler | Škofja Loka, Poden Arena Zuschauer: 675 |

| 1. Februar 2024 17:00 Uhr |  | Belgien Thomas Ghilain, Arne Michiels | 2:13 (1:5, 0:6, 1:2) Spielbericht | Schweiz Dylan Hasenböhler (3), Levin Conrad (2), Claudio Mutter (2), Claudio Schmid (2), Nicola Bischofberger, Yannic Fitzi, Janis Lauber, Noah Siegenthaler | Škofja Loka, Poden Arena Zuschauer: 117 |

| 1. Februar 2024 20:00 Uhr |  | Italien Simone Cappiello, Aron Roselli | 2:11 (1:4, 0:3, 1:4) Spielbericht | Slowenien Nejc Peklaj (3), Gal Sardi (2), Blaz Kohne, Robi Kosir, Anze Podobnik, Luka Podobnik, Jaka Rous, Blaz Tomc | Škofja Loka, Poden Arena Zuschauer: 485 |

| 2. Februar 2024 17:00 Uhr |  | Italien Aron Roselli (2), Andrea Vitali (2), Emanuele Pasotti | 5:2 (0:2, 3:0, 2:0) Spielbericht | Belgien Luca Boutmans, Lars De Maere | Škofja Loka, Poden Arena Zuschauer: 165 |

| 2. Februar 2024 20:00 Uhr |  | Schweiz Claudio Schmid (2), Janis Lauber (2), Yannic Fitzi, Dylan Hasenböhler, Marco Louis, Manuel Maurer, Claudio Mutter, Yann Ruh, Noël Seiler | 11:3 (3:1, 6:2, 2:0) Spielbericht | Dänemark Simon Damsø, Patrick Falkenberg Møller, Andreas Klezewski | Škofja Loka, Poden Arena Zuschauer: 189 |

| 3. Februar 2024 15:00 Uhr |  | Dänemark Lukas Eldholm (2), Kalle Tamminen (2), Patrick Falkenberg Møller | 5:4 (2:2, 1:1, 2:1) Spielbericht | Italien Andrea Vitali (2), Gian-Luca Amato, Aron Roselli | Škofja Loka, Poden Arena Zuschauer: 77 |

| 3. Februar 2024 18:00 Uhr |  | Slowenien Anze Habjan, Matevz Kohne, Robi Kosir, Lovro Oblak, Gal Sardi, Blaz Tomc | 6:6 (2:2, 3:2, 1:2) Spielbericht | Belgien | Škofja Loka, Poden Arena Zuschauer: 980 |

| 4. Februar 2024 11:00 Uhr |  | Belgien Luca Boutmans | 1:10 (0:3, 1:4, 0:3) Spielbericht | Dänemark Kalle Tamminen (4), Simon Damsø (2), Pontus Henriksen (2), Lukas Eldholm, Andreas Kleczewski | Škofja Loka, Poden Arena Zuschauer: 58 |

| 4. Februar 2024 14:00 Uhr |  | Slowenien Maj Oman, Luka Peklaj | 2:13 (1:3, 1:5, 0:5) Spielbericht | Schweiz Yannic Fitzi (2), Janis Lauber (2), Jan Zaugg (2), Nicola Bischofberger, Dylan Hasenböhler, Marco Louis, Jan Bürki, Paolo Riedi, Yann Ruh, Noël Seiler | Škofja Loka, Poden Arena Zuschauer: 675 |

#### Rangliste
| Platz | Mannschaft |
| ----- | ---------- |
| 1.    | Schweiz    |
| 2.    | Slowenien  |
| 3.    | Dänemark   |
| 4.    | Italien    |
| 5.    | Belgien    |

## Asien und Ozeanien
Das Qualifikationsturnier für Asien und Ozeanien wird vom 30. Mai bis 5. Juni 2024 in Pasig City  auf den Philippinen stattfinden. In zwei Gruppen bestehend aus vier Nationen qualifizieren sich die jeweils beiden Gruppenbesten.
Die Gruppen wurden gemäß ihrer Weltranglistenposition wie folgt aufgeteilt (in Klammern die aktuelle Position).
| Gruppe F        | Gruppe G         |
| --------------- | ---------------- |
| Australien (13) | Thailand (14)    |
| Singapur (16)   | Philippinen (15) |
| Japan (21)      | Neuseeland (22)  |
| China (36)      | Südkorea (25)    |

### Gruppe F
| Platz | Land       | Sp | S | U | N | +  | -  | Pkt |
| ----- | ---------- | -- | - | - | - | -- | -- | --- |
| 1.    | Australien | 3  | 3 | 0 | 0 | 32 | 17 | 6   |
| 2.    | Singapur   | 3  | 1 | 1 | 1 | 27 | 13 | 3   |
| 3.    | Japan      | 3  | 1 | 1 | 1 | 22 | 17 | 3   |
| 4.    | China      | 3  | 0 | 0 | 3 | 6  | 50 | 0   |

| 21. Mai 2024 11:00 4:00 (MESZ) |  | China | 1:17 (1:5, 0:6, 0:6) Spielbericht | Australien | PhilSports Arena, Pasig City Zuschauer: 98 |

| 21. Mai 2024 14:00 7:00 (MESZ) |  | Japan | 5:5 (1:0, 1:2, 3:3) Spielbericht | Singapur | PhilSports Arena, Pasig City Zuschauer: 153 |

| 22. Mai 2024 11:00 4:00 (MESZ) |  | Japan | 14:5 (2:3, 6:0, 6:2) Spielbericht | China | PhilSports Arena, Pasig City Zuschauer: 122 |

| 22. Mai 2024 13:00 7:00 (MESZ) |  | Singapur | 3:8 (1:3, 1:4, 1:1) Spielbericht | Australien | PhilSports Arena, Pasig City Zuschauer: 115 |

| 23. Mai 2024 11:00 4:00 (MESZ) |  | Singapur | 19:0 (7:0, 4:0, 8:0) Spielbericht | China | PhilSports Arena, Pasig City Zuschauer: 112 |

| 23. Mai 2024 14:00 7:00 (MESZ) |  | Australien | 7:3 (1:0, 3:2, 3:1) Spielbericht | Japan | PhilSports Arena, Pasig City Zuschauer: 248 |

### Gruppe G
| Platz | Land        | Sp | S | U | N | +  | -  | Pkt |
| ----- | ----------- | -- | - | - | - | -- | -- | --- |
| 1.    | Thailand    | 3  | 3 | 0 | 0 | 32 | 7  | 6   |
| 2.    | Philippinen | 3  | 2 | 0 | 1 | 19 | 14 | 4   |
| 3.    | Südkorea    | 3  | 1 | 0 | 2 | 11 | 33 | 2   |
| 4.    | Neuseeland  | 3  | 0 | 0 | 3 | 8  | 16 | 0   |

| 21. Mai 2024 17:00 10:00 (MESZ) |  | Neuseeland | 2:4 (0:2, 1:0, 1:2) Spielbericht | Philippinen | PhilSports Arena, Pasig City Zuschauer: 448 |

| 21. Mai 2024 20:00 13:00 (MESZ) |  | Thailand | 18:1 (4:0, 6:0, 8:1) Spielbericht | Südkorea | PhilSports Arena, Pasig City Zuschauer: 91 |

| 22. Mai 2024 17:00 10:00 (MESZ) |  | Südkorea | 4:12 (1:4, 3:6, 0:2) Spielbericht | Philippinen | PhilSports Arena, Pasig City Zuschauer: 424 |

| 22. Mai 2024 20:00 13:00 (MESZ) |  | Thailand | 6:3 (3:1, 1:1, 2:1) Spielbericht | Neuseeland | PhilSports Arena, Pasig City Zuschauer: 192 |

| 23. Mai 2024 17:00 10:00 (MESZ) |  | Philippinen | 3:8 (1:3, 1:2, 1:3) Spielbericht | Thailand | PhilSports Arena, Pasig City Zuschauer: 532 |

| 23. Mai 2024 20:00 13:00 (MESZ) |  | Südkorea | 6:3 (1:0, 4:0, 1:3) Spielbericht | Neuseeland | PhilSports Arena, Pasig City Zuschauer: 92 |

### Platzierungsspiele
Spiel um Platz 7
| 24. Mai 2024 14:00 7:00 (MESZ) |  | Neuseeland | 9:3 (3:1, 4:1, 2:1) Spielbericht | China | PhilSports Arena, Pasig City Zuschauer: 112 |

Spiel um Platz 5
| 25. Mai 2024 10:00 3:00 (MESZ) |  | Japan | 5:4 n. V. (1:2, 1:2, 2:0, 1:0) Spielbericht | Südkorea | PhilSports Arena, Pasig City Zuschauer: 107 |

Halbfinale
| 24. Mai 2024 17:00 10:00 (MESZ) |  | Australien | 3:5 (1:2, 2:2, 1:1) Spielbericht | Philippinen | PhilSports Arena, Pasig City Zuschauer: 617 |

| 24. Mai 2024 20:00 13:00 (MESZ) |  | Thailand | 10:1 (2:1, 5:0, 3:0) Spielbericht | Singapur | PhilSports Arena, Pasig City Zuschauer: 217 |

Spiel um Platz 3
| 25. Mai 2024 13:00 6:00 (MESZ) |  | Australien | 4:3 (1:0, 3:1, 0:1) Spielbericht | Singapur | PhilSports Arena, Pasig City Zuschauer: 277 |

Finale
| 25. Mai 2024 16:00 9:00 (MESZ) |  | Philippinen | 6:5 (2:2, 1:1, 3:2) Spielbericht | Thailand | PhilSports Arena, Pasig City Zuschauer: 862 |

### Abschlussplatzierungen
| Platz | Mannschaft  |
| ----- | ----------- |
| 1.    | Philippinen |
| 2.    | Thailand    |
| 3.    | Australien  |
| 4.    | Singapur    |
| 5.    | Japan       |
| 6.    | Südkorea    |
| 7.    | Neuseeland  |
| 8.    | China       |

## Amerika
Das Qualifikationsturnier für Amerika fand am 17. und 18. Februar 2024 in Toronto, Ontario in Kanada statt. Der Sieger aus den beiden Spielen qualifiziert sich.
Tabelle
| Platz | Land (WR)               | Sp | S | U | N | +  | -  | Pkt |
| ----- | ----------------------- | -- | - | - | - | -- | -- | --- |
| 1.    | Kanada (12)             | 2  | 2 | 0 | 0 | 26 | 7  | 4   |
| 2.    | Vereinigte Staaten (17) | 2  | 0 | 0 | 2 | 7  | 26 | 0   |

Partien
| 17. Februar 2024 18:45 (0:45 MESZ am 18. Jan) |  | Vereinigte Staaten David Hansen, Werner Trost | 2:11 (1:6, 1:2, 0:3) Spielbericht | Kanada Brandon Barber (4), Valtteri Viitakoski (3), Steven Friedli (2), Cameron Buck, Patrick Mahoney | Toronto Metropolitan University, Toronto, Ontario Zuschauer: 210 |

| 18. Februar 2024 19:00 (1:00 MESZ am 18. Jan) |  | Kanada Brandon Barber (2), Jonathan Kuysten (2), Valtteri Viitakoski (2), Cameron Buck, Carter Cooke, Thomas Courtemanche, James Daly, Cedric Grenapin, Eetu Lumiala, Patrick Mahoney, Matthew Smith, Tristan Walsh | 15:5 (5:3, 4:2, 6:0) Spielbericht | Vereinigte Staaten Maximus Blanco (2), Colin Aebersold, Case Connor, Andreas Sievert | Toronto Metropolitan University, Toronto, Ontario Zuschauer: 228 |